# Недашковский, Олег Олегович
Олег Недашковский (род. 9 сентября 1987) — казахстанский футболист, полузащитник.

## Карьера
Воспитанник таразского футбола. Дебютировал в высшей лиге чемпионата Казахстана в 2004 году. До 2007 года выходил на поле не часто и голов не забивал. После возвращения из первой лиги стал игроком основы. Участвовал в большинстве игр клуба. За три сезона выходил на поле 84 раза, забил 15 голов.
В 2012 году перешёл в «Кайрат», в середине сезона был отдан в аренду в «Сункар» до конца сезона. В 2013 году вернулся в «Кайрат».